# Suining (Shaoyang)
Suining  (en chino, 绥宁; pinyin, Suíníng (escuchar)ⓘ [ning]) es un condado  bajo la administración directa de la Prefectura Shaoyang en la Provincia de Hunan, República Popular China.  Su área es de 2917 km² y su población total para 2010 superó los 350 mil habitantes. 

## Administración
Desde octubre de 2023, el  Condado Suining  se divide en 10 pueblos que se administran en 8 poblados,  1 villa y 1 villa étnica. 

## Toponimia
El topónimo Suining [/suéi-ning/] se compone de los sinogramas Sui que significa 'apaciguar'  y Ning que significa 'tranquilidad'.
En el año 1081 durante la dinastía Song, se estableció inicialmente el Condado Shizhu (莳竹县),  esto provocó una fuerte oposión de los pueblos nativos. Durante este período, la corte imperial envió tropas en varias ocasiones para reprimir los levantamientos. Para el año 1087 , la corte imperial se vio obligada a revocar el Condado Shizhu.
En el año 1103, la corte imperial Song envió un ejército para llevar a cabo una política de represión, el Condado Shizhu fue restablecido y, ese mismo año, su nombre fue cambiado a Suining. El nombre "Suining" (绥宁) viene de la frase "apaciguar para lograr la tranquilidad" (绥之以宁 Suízhī yǐníng). La frase refleja una filosofía de gobierno que prioriza métodos pacíficos y armoniosos para mantener el orden social.